# كابروني فيتزولا إف.4
كابروني فيتزولا إف.4 (بالإنجليزية: Caproni Vizzola F.4)‏ هي طائرةٌ إيطاليَّة، صنعتها شركة كابروني للطائرات، وكان أول تحليقٍ لها في يوليو 1940.